# Ferme du château de Tavigny
Pour les articles homonymes, voir Ferme du château.
La ferme du château de Tavigny ou ferme castrale de Tavigny ou ferme de Tavigny est un immeuble classé bâti au XVIIe siècle et au XVIIIe siècle, situé dans le village de Tavigny faisant partie de la commune de Houffalize en Belgique (province de Luxembourg). 

## Localisation
La ferme se situe au centre du village ardennais de Tavigny, au no 32. Située entre le château de Tavigny et l'église Saint-Remi, la ferme est l'un des trois biens classés de Tavigny, formant un remarquable ensemble patrimonial, typique de l’architecture de l’Ardenne centrale.

## Historique
La construction de la ferme a lieu au cours des XVIIe et XVIIIe siècles mais, en cave, se trouvent des vestiges d’ouvertures du XVIe siècle en grès. La ferme a fait l'objet d'une restauration en 2012.

## Description

### Architecture
Le corps de logis est réalisé en pierres de schiste sur une base rectangulaire d'environ 15 mètres sur 10 mètres. Chaque côté visible du bâtiment compte trois larges travées et deux niveaux. Les baies vitrées possèdent des encadrements carrés en pierre calcaire remplaçant sans doute pendant la seconde moitié du XIXe siècle des encadrements d'origine en bois, renforcés par un meneau. La toiture à quatre pans en ardoises est percée de deux petites lucanes du côté sud. La façade avant (côté nord), en double corps, donne sur une cour fermée accessible depuis la rue par une grille placée entre de hauts murs en pierres de schiste. La façade arrière donne accès à de hautes caves par une petite porte cintrée.

### Intérieur
L’une des caves voûtées abrite un four à pain monumental de plan circulaire. Le bâtiment est traversé par une imposante cheminée montant du rez-de–chaussée. Un évier traditionnel, creusé dans une dalle de schiste, est conservé. La ferme comporte une rampe d’escalier de style Louis XIII et des caves voûtées.

## Classement et protection
La ferme attenante au château de Tavigny, n° 32 est reprise depuis le 3 janvier 1978 sur la liste du patrimoine immobilier classé de Houffalize. 